# Самилах
Самилах — село в Хунзахском районе Республики Дагестан. Административный центр сельское поселение Самилахский сельсовет.

## Географическое положение
Анклав Хунзахского района, расположено на территории Кумторкалинского района, в 19 км к северо-востоку от города Кизилюрт.

## История
Образовано на месте хутора Гул-кутан на землях отгонного животноводства колхоза им. Хизроева села Хунзах Хунзахского района. Официально зарегистрировано как населённый пункт указом ПВС ДАССР от 23.02.1972 г. Названо в честь одного из кварталов села Хунзах.

## Население
| 1939 | 1970 | 1989 | 2002  | 2010  | 2021  |
| ---- | ---- | ---- | ----- | ----- | ----- |
| 38   | ↗621 | ↗950 | ↗1085 | ↗1417 | ↘1340 |

По данным Всероссийской переписи населения 2010 года — моноэтничное аварское село.